# Jesse Franklin
Jesse Franklin (ur. 24 marca 1760, zm. 31 sierpnia 1823) – amerykański polityk.
Podczas wojny o niepodległość Stanów Zjednoczonych służył w armii w randze majora.
W latach 1795–1797 podczas czwartej kadencji Kongresu Stanów Zjednoczonych był przedstawicielem stanu Karolina Północna w Izbie Reprezentantów Stanów Zjednoczonych.
W latach 1799–1805 i ponownie w latach 1807–1813 reprezentował stan Karolina Północna w Senacie Stanów Zjednoczonych. W 1804 roku, podczas ósmej kadencji Kongresu Stanów Zjednoczonych, pełnił funkcję przewodniczącego pro tempore Senatu Stanów Zjednoczonych.
W latach 1820–1821 był gubernatorem stanu Karolina Północna.
Jego brat, Meshack Franklin, również reprezentował stan Karolina Północna w Izbie Reprezentantów Stanów Zjednoczonych.